# Charlotte von Stein
Charlotte Ernestina Bernadina von Stein, född von Schardt 25 december 1742, död 6 januari 1827, var en tysk hovdam och författare, anställd av Anna Amalia av Braunschweig-Wolfenbüttel tiden 1758-1807. Hon var Johann Wolfgang von Goethes flickvän (från 1774) och ses som en inspirationskälla till många av hans verk. Hon var även nära vän med Friedrich Schiller och moster till Amalia von Helvig. 

## Biografi
von Stein var dotter till hovmarskalk Johann Wilhelm Christian von Schardt och Concordia Elisabeth von Schardt. Hon uppfostrades till att bli hovdam och undervisades i litteratur, konst, sång och dans. Hon beskrivs som följsam, kvick, graciös och pliktrogen. Hon var främst sysselsatt med sällskapsliv, hälsokurer, konst och husdjur. Hon blev hovdam hos Anna Amalia av Braunschweig-Wolfenbüttel 1758 och gifte sig 1764 med hovmannen baron Gottlob Ernst Josias Friedrich Freiherr von Stein (1735-1793) av sociala skäl och de levde skilda liv, men fick sju barn.   
År 1774 inledde hon ett förhållande med Johann Wolfgang von Goethe, på vars verk hon anses ha haft ett stort inflytande som inspiratonskälla. Hon var ett centrum i sällskapslivet, umgicks med Friedrich Schiller, Karl Ludwig Knebel och Johann Georg Zimmermann och brevväxlade med Schillers fru Charlotte. Relationen avslutades vid Goethes avresa till Italien 1786.   
Efter makens död 1793 levde hon ett isolerat liv. Hon skrev 1794 dramat Dido, ett litterärt självporträtt om tiden i Weimar 1770-1790. Charlotte och Goethe försonades år 1800.

## Inom kulturen
År 1974 utgav poeten Peter Hack pjäsen "Gespräch im Hause Stein über den abwesenden Herrn von Goethe", ett monodram som analyserar relationen mellan Charlotte von Stein och Goethe och blev en världssuccé.